# Соболиный
Соболи́ный (в 2001—2011 годах Соболиное) — село в Пожарском районе Приморского края России.

## География
Село Соболиный расположено в северной части Приморского края, на правом берегу реки Бикин (приток Уссури), в 90 км к востоку от административного центра района — посёлка Лучегорск.
Сообщение с селом Ясеневый (вниз по течению реки) по автомобильной дороге местного значения, расстояние около 8 км.
Стоит на недостроенной дороге «Восток».

## Население
| 2002 | 2005 | 2010 |
| ---- | ---- | ---- |
| 203  | ↘191 | ↘189 |

## Образование
- МОУ СОШ;

## Инфраструктура
- почта;
- фельдшерско-акушерский пункт;
- отделение Верхне-Перевальненского лесхоза;

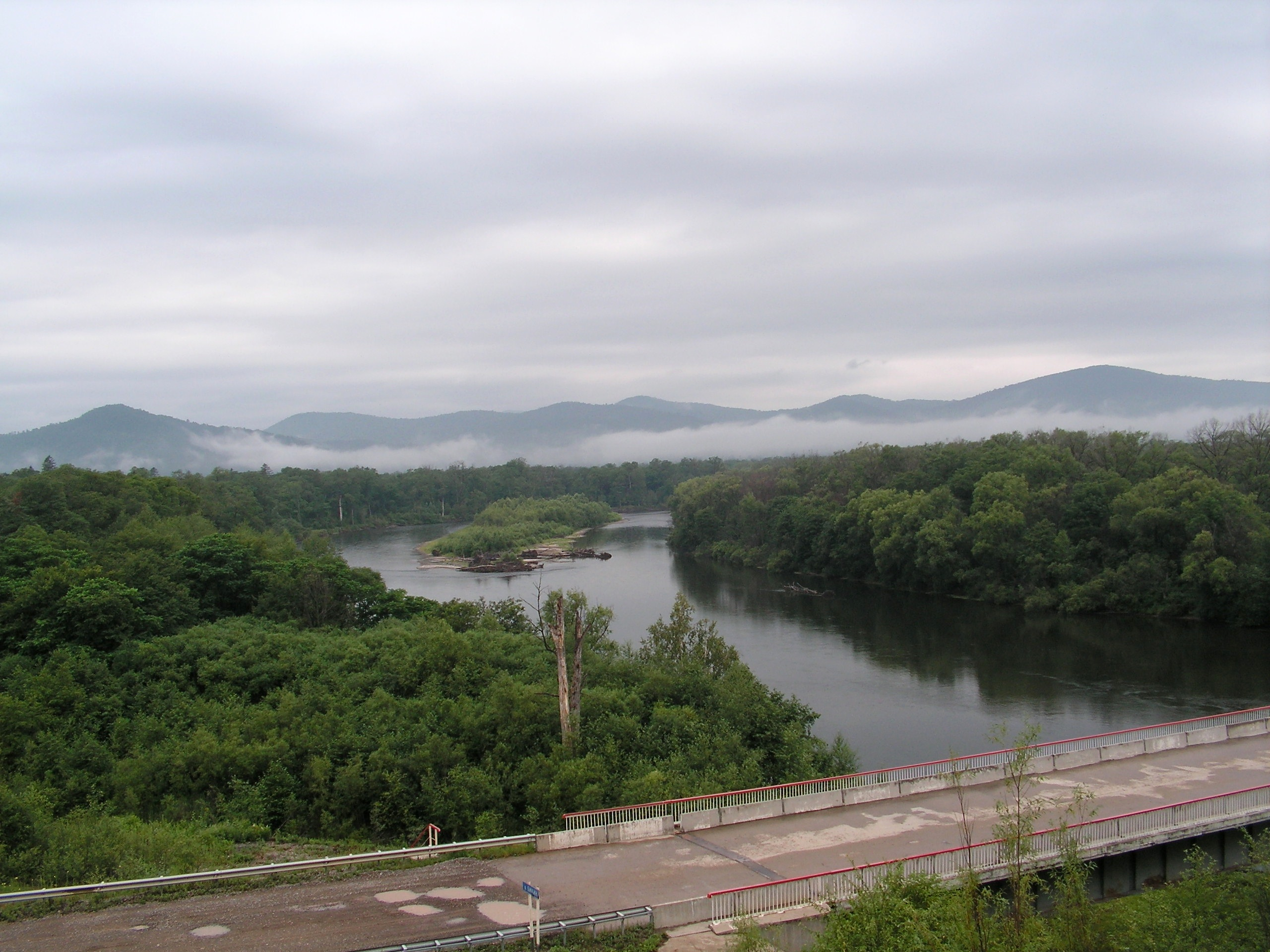
Автомобильный мост на трассе «Восток» через Бикин в районе села Соболиный, Приморский край

- МУ РЭП «Поиск» ;
- клуб.